# La Gare de Biélorussie
Pour plus de détails, voir Fiche technique et Distribution.
La Gare de Biélorussie (en russe : Белорусский вокзал, Belorusskiy vokzal) est un film soviétique d'Andreï Smirnov sorti en 1970.

## Synopsis
Quatre anciens combattants de la Grande Guerre patriotique se rencontrent à Moscou à l'occasion de l'enterrement de leur frère d'arme. Depuis la fin de la guerre ils ont pris les chemins différents, pour s'insérer dans la vie civile, devenant plombier, comptable, journaliste et directeur d'usine. Au cours de la recherche d'un endroit pour commémorer le défunt, ils sont amenés à porter secours à un jeune homme électrocuté et gèrent la situation urgente, en arrêtant la première voiture qui passe et en jetant sur le trottoir le conducteur qui refusait de les conduire à l'hôpital. Bientôt cueillis par la milice, ils doivent leur salut au témoignage de la passagère de la voiture qui comprend l'intention qui les anime. Après cet épisode, ils finissent la soirée chez Raïa, ancienne infirmière de leur unité.

## Fiche technique
- Titre original : Белорусский вокзал
- Titre français : La Gare de Biélorussie
- Réalisation : Andreï Smirnov
- Scénario : Vadim Trounine
- Photographie : Pavel Lebechev
- Direction artistique : Vladimir Korovine
- Costumes : Alina Boudnikova
- Musique : Alfred Schnittke (absent aux titres)
- Texte de chanson : Boulat Okoudjava
- Son : Yan Pototski
- Montage : Valeria Belova
- Directeur du film : Aleksei Stefanski
- Production : Mosfilm
- Pays de production :  Union soviétique
- Genre : drame
- Format : 2.35 : 1 -  Mono - Couleur
- Langue : russe
- Durée : 101 min
- Sortie : 1970

## Distribution
- Evgueni Leonov : Ivan Prikhodko, plombier, ancien éclaireur
- Anatoli Papanov : Nikolaï Doubinski, comptable, ancien
- Vsevolod Safonov : Aleksei Kiruchine, journaliste, ancien démineur
- Nina Ourgant : Raïa, infirmière
- Alekseï Glazyrine : Viktor Kharlamov, directeur d'usine, ancien officier
- Raïssa Kourkina : Lydia, veuve de Valentin Matveïev
- Lioubov Sokolova : Luba Prikhodko, femme d'Ivan
- Margarita Terekhova : Natacha Chipilova
- Nikifor Kolofidine : Andreï Poukhov, père de Lydia
- Youri Orlov : Volodia, fils de Lydia et Valentin Matveïev
- Alexandre Ianvarev : Sacha, conducteur de la Moskvitch
- Valentina Ananina : Katia, gouvernante des Matveïev
- Liudmila Arinina : médecin
- Youri Vizbor : Balachov, ingénieur
- Youri Volyntsev : agent de milice
- Vladimir Grammatikov : Gricha, chauffeur de Kharlamov
- Viktor Proskourine : Petka, collègue d'Ivan

## Récompenses
- Premier prix du 1er festival du cinéma contemporain de Karlovy Vary en 1971.